# کبوترخانه هندی

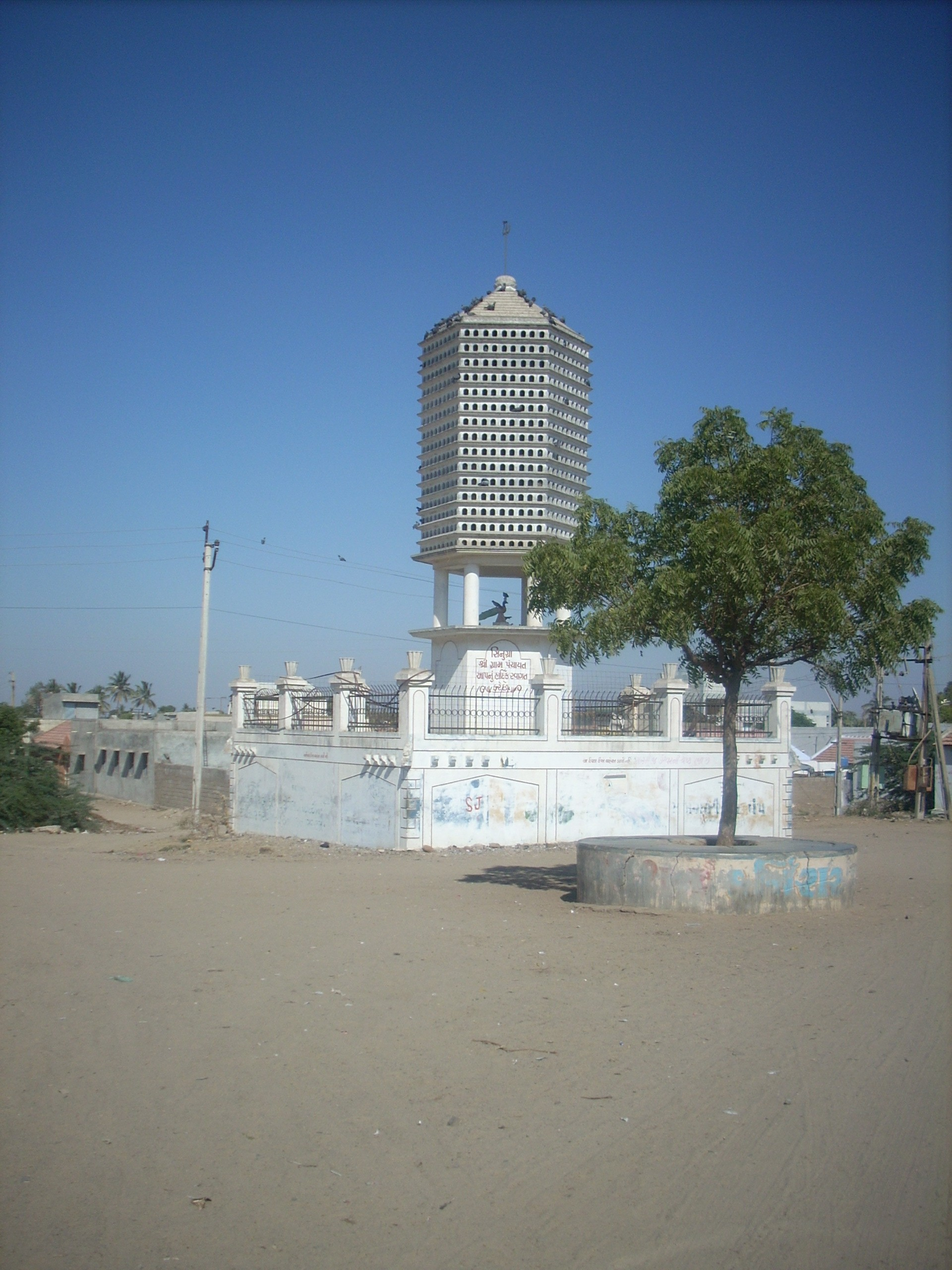
یک کبوترخانه در سینوگرا در سبک معمول منطقه کوچ. این کبوترخانه بیش از ۱۰۰ سال عمر دارد.

کبوترخانه هندی یا چابوترو (Chabutro به گجراتی، Chabutra به هندی) سازه‌ای برج‌مانند است که در هند یافت می‌شود و محل لانه‌سازی پرندگان، به‌ویژه کبوتران می‌باشد. واژه‌های چابوترو و چابوترا از واژه فارسی کبوتر گرفته شده‌اند. هردوی این کلمات گه‌گاه در معنای وسیع‌تری برای نشان دادن هر سکوی نشستن، معمولاً زیر درخت یا کنار هر آبگیر، به ویژه در شمال هند استفاده می‌شوند.
مردم محل، به‌ویژه هندوها، تغذیه کبوتران را فرخنده می‌دانند و صبح‌ها زنان، مردان و حتی کودکان برای غذا دادن به کبوتران به چنین کبوترخانه‌هایی می‌آیند و چابوتراها بیشتر در روستاهایی که جمعیت هندو در آنها بیشتر است و همچنین در معابد هندوها دیده می‌شوند.
پایه این سازه معمولاً یک سکوی نشیمن است و به عنوان مکانی برای اجتماعات اجتماعی عمل می‌کند. 

## انواع
کبوترخانه‌ها معمولاً دارای محفظه‌های پنج‌ضلعی یا هشت‌ضلعی در بالا با سوراخ‌هایی هستند که پرندگان می‌توانند در آنها لانه بسازند. در گجرات، کبوترخانه‌ها در ورودی‌ها یا مراکز روستاها ساخته می‌شوند. در منطقه کوچ گجرات، کبوترخانه در تقریباً همه روستاهای قبیله گوجرار کشاتریای کوچ یافت می‌شود که استادکار بودند و در ساخت کبوترخانه تخصص داشتند. کبوترخانه‌های کوچک نیز در معابد روستاهای آنها یافت می‌شود. نوع دیگری از کبوترخانه که در گجرات و راجستان یافت می‌شود، طراحی متفاوتی دارد و فقط برای تغذیه و استراحت پرندگان ساخته شده‌است نه برای پرورش آنها. حصار بالایی چنین کبوترخانه‌هایی به‌طور هنرمندانه‌ای حکاکی و با طرح‌هایی چون پنجره‌ای که بر روی گنبدها یافت می‌شود، طراحی شده که به آن چتر می‌گویند. در راجستان و مادیا پرادش، کبوترخانه‌ها معمولاً در کاخ‌ها یا معابد یافت می‌شوند.
نمونه معروف از کبوترخانه که خارج از گجرات یافت می‌شود، درست در خارج از ایستگاه راه‌آهن رای‌گره در چتیسگر است. این کبوترخانه بزرگ و سفید است. این سازه در سال ۱۹۰۰ توسط شیامجی گانگجی ساواریا، یک پیمانکار و کارآفرین معروف راه‌آهن در رای‌گره، بنیانگذار شیام تالکیس، از قبیله کوچ میستری از کومباریا ساخته شد.

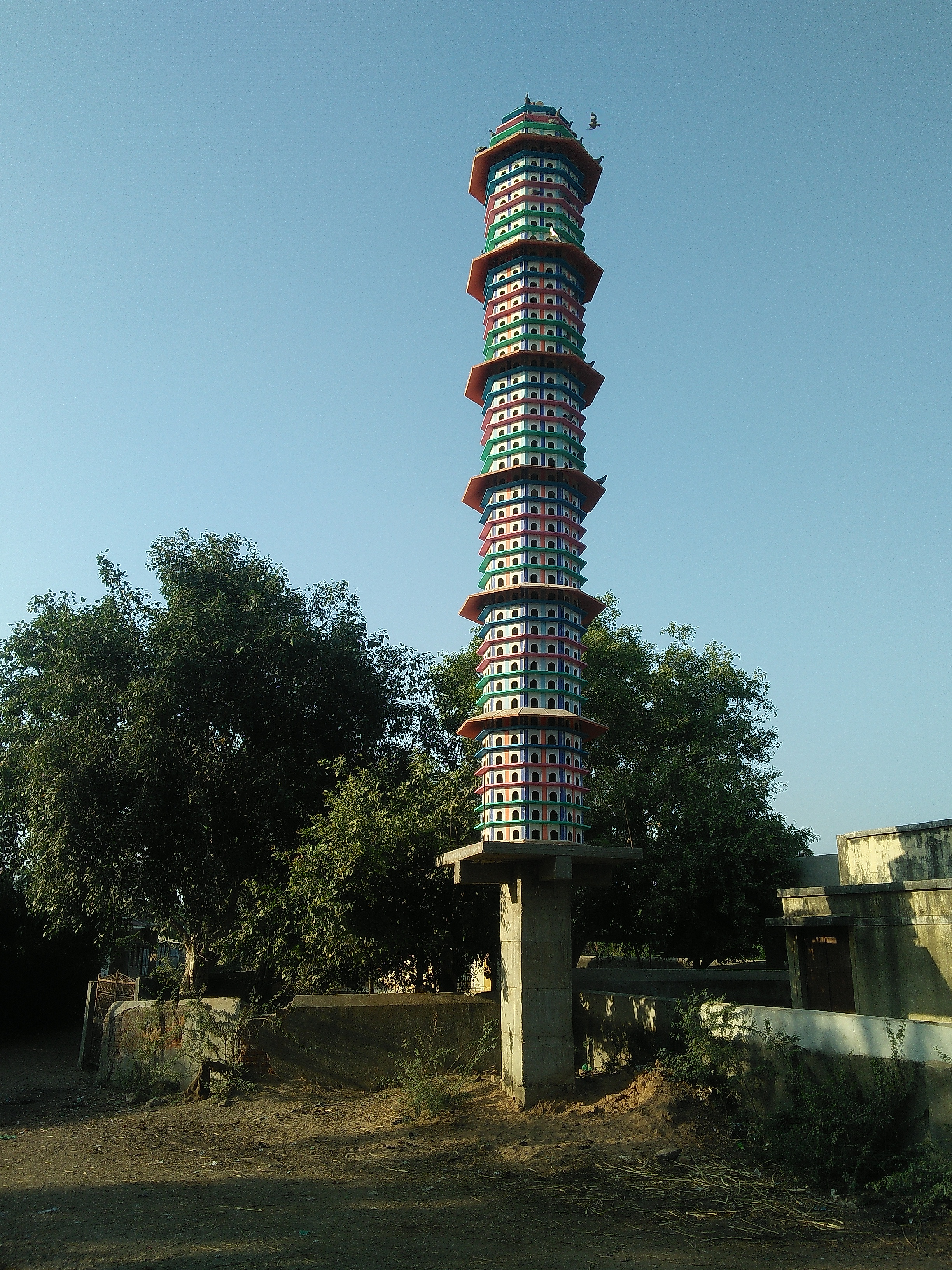
یک کبوترخانه مخصوص پرورش پرندگان در روستای دتالی، بخش  باناسکانتا، گجرات
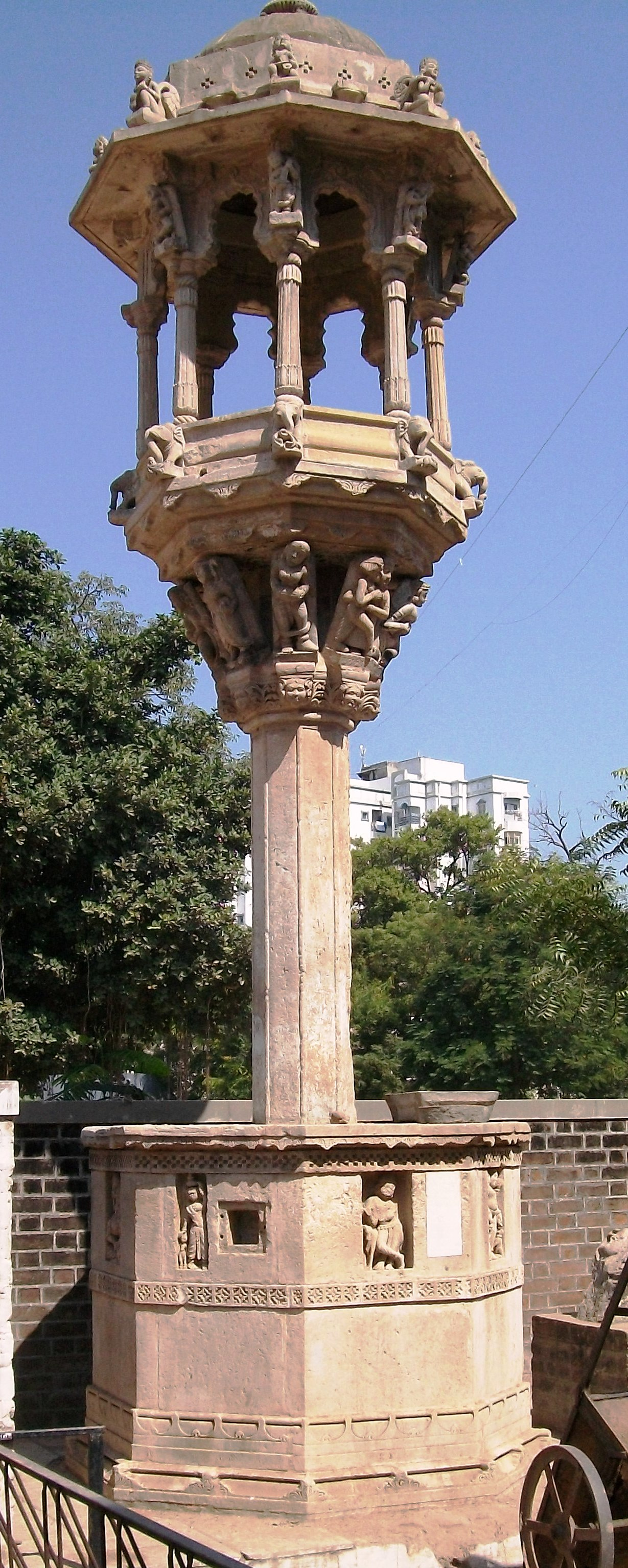
نمونه‌ای از کبوترخانه برای خوراک و استراحت در موزه سانسکار کندرا در احمدآباد گجرات که  ۱۲۰ سال قدمت دارد و در اصل در کشتراپال نی پول بوده‌است.
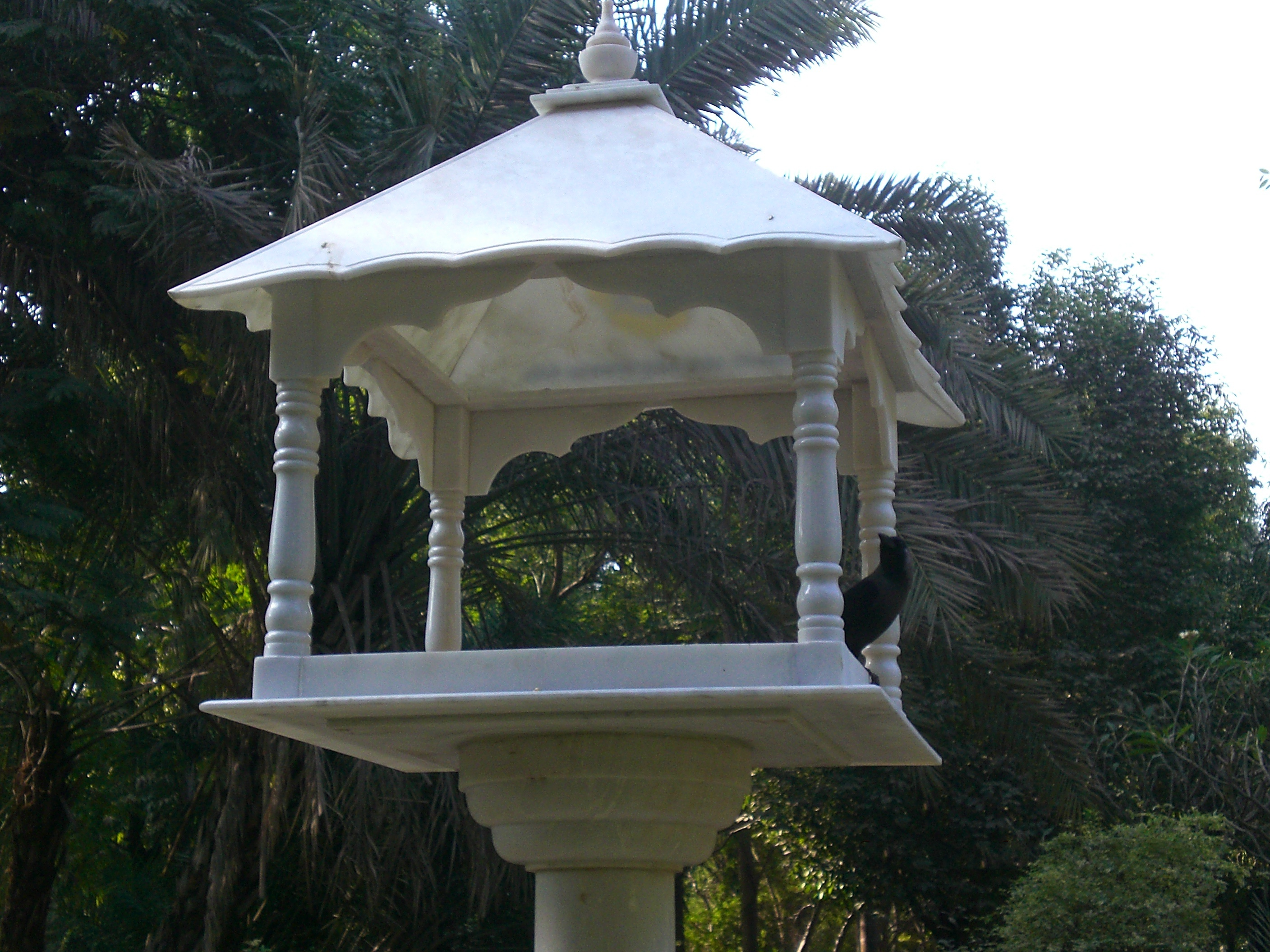
یک نمونه ساده از کبوترخانه برای خوراک‌دهی و استراحت در احمدآباد